# Robert Graham (Botaniker)

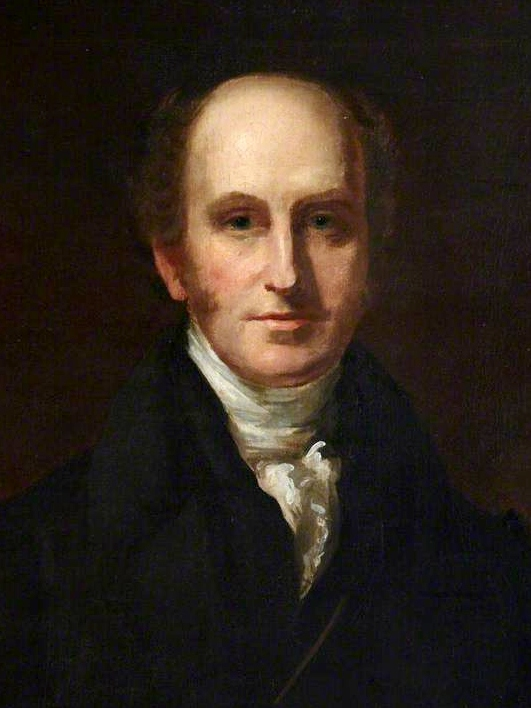
Robert Graham

Robert Graham (* 3. Dezember 1786 in Stirling; † 7. August 1845 in Coldoch, Perthshire) war ein schottischer Arzt und Botaniker. Sein offizielles botanisches Autorenkürzel lautet „Graham“.

## Leben
Graham, der Sohn eines Arztes, studierte Medizin in Edinburgh und Glasgow, mit dem Abschluss 1808 in Edinburgh. Nach Chirurgen-Ausbildung am St. Bartholomew Hospital in London war er ab 1812 an der Glasgow Royal Infirmary. 1816 wurde er Professor für Botanik in Glasgow als Nachfolger von Thomas Brown of Lanfine and Waterhaughs (1774–1853), hatte ab 1818 den ersten Lehrstuhl für Botanik in Glasgow inne, war maßgeblich an der Schaffung des Botanischen Gartens in Glasgow beteiligt und wurde 1820 Regius Professor für Botanik und Medizin in Edinburgh, wo er auch Krankenhausarzt an der Royal Infirmary war. Er leitete auch mit gutem Erfolg den Royal Botanic Garden Edinburgh.
Er schrieb an einer Flora von Großbritannien, die aber nicht vollendet wurde. Von ihm stammen eine Reihe von Erstbeschreibungen.
1831 wurde er Mitglied der Leopoldina, und er war seit 1821 Fellow der Royal Society of Edinburgh. Von 1840 bis 1842 war er Präsident des Royal College of Physicians of Edinburgh. 1836 war er erster Präsident der Botanical Society of Edinburgh.

## Schriften
- Practical observations on continued fever, Glasgow 1818

## Ehrungen
Nach ihm benannt ist die Pflanzengattung Graemia Hook. aus der Familie der Korbblütler (Asteraceae).